# 谢建辉 (1961年)
谢建辉（1961年11月20日—），女，汉族，湖南长沙人。中华人民共和国政治人物。1978年11月参加工作，1978年8月加入中国共产党。湖南广播电视大学党政干部基础专修班毕业，中共中央党校函授学院经济专业在职本科毕业。曾任中共湖南省委常委、常务副省长，现任湖南省人大常委会党组成员。

## 生平
1978年11月，任共青团望城县霞凝区委书记。1983年1月，任望城县丁字公社党委副书记。1984年9月，在湖南广播电视大学党政干部基础专修班学习。1986年7月，在长沙市委整党办公室工作。1987年6月，任共青团长沙市委学校部副部长、办公室副主任、组织部长、团市委副书记、市青联主席、团市委书记等职。
1995年1月，任中共长沙市南区区委书记。1996年7月，任中共天心区委书记。1998年1月，任中共岳麓区委书记、岳麓山大学科技园管委会主任。2000年9月，任中共长沙市委常委、宣传部部长。2006年9月，任中共长沙市委常委、副市长。2007年11月，任中共长沙市委常委、常务副市长。2008年6月，兼任中共长沙大河西先导区党工委书记、长沙大河西先导区管委会主任。2010年9月，任中共长沙市委副书记、常务副市长、中共长沙大河西先导区党工委书记、长沙大河西先导区管委会主任。
2011年12月，转任湖南省商务厅厅长、党组书记。2013年12月，任湖南省发展和改革委员会党组书记、主任。
2016年12月，升任湖南省人民政府副省长。2017年5月，任中共湖南省委常委。同年6月，兼任省委秘书长，7月，辞去副省长职务。2019年5月，兼任省政府党组副书记。2021年11月，不再担任中共湖南省委常委。翌年1月，当选为湖南省人大常委会副主任。2023年1月，换届不再担任湖南省人大常委会副主任，但继续担任湖南省人大常委会党组成员。
2018年7月2日，独立媒体人陈杰人在其公众号《杰人观察》撰文质疑谢建辉“16岁入党”的简历造假，但文章发布第2天遭删除，陈杰人本人也失联。7日，官方证实陈杰人因渉非法经营、敲诈勒索，已被公安机关采取刑事强制措施。